# Université des sciences appliquées Haaga-Helia
L'université des sciences appliquée Haaga-Helia (finnois : Haaga-Helia ammattikorkeakoulu) est une université créée en 2007 à Helsinki en Finlande.